# Gyorsnyomda
A gyorsnyomdák olyan nyomdai termékek előállításával foglalkozó szolgáltatók, amely termékek nem igényelnek bonyolult nyomdai előkészítést, és kis példányszámban készülnek (általában) digitális nyomdai berendezések segítségével. Elkészülési határidejük rövid, azonnali és egy munkanapos határidő közé tehetők közé esik.

## Nyomdai eljárások
- Lézerprinteres nyomtatás
- Tintasugaras nyomtatás
- Szilárdtintás nyomtatás

## Kiegészítő lehetőségek
- Hajtogatás, bígelés
- Kötészet, spirálozás
- Laminálás, fóliázás